# Bernard Lagneau
Pour les articles homonymes, voir Lagneau.
 (janvier 2024).
Bernard Lagneau est un artiste plasticien français né à Courbevoie (Seine) le 27 mars 1937 et mort à Die (Drôme) le 13 octobre 2024.

## Biographie
Ancien élève de l'école Estienne (Paris), Bernard Lagneau est d'abord maquettiste d'édition de 1960 à 1970. 
À partir de 1970, utilisant le carton ondulé comme matériau de base, son travail consiste en la construction de vastes installations. 
Celles-ci peuvent se diviser en plusieurs groupes : 
- Les lieux mécanisés (de 1970 à 2016)[4]
- Les explorations mécanisées de paysages (1978)
- Les architectures fugitives (1980 - 1990)[5]

À partir de 1985, il réalise également des séries. Celles-ci sont composées d’œuvres plus durables, mais de dimensions plus modestes : 
- Les Temples-Cabanes (1986-1987)
- Les Naufragés (1988)
- Les Père-la-chaise (1992-1994)
- Les Petites Baigneuses (2002-2003).

## Les lieux mécanisés
Mécanismes de grandes dimensions (plusieurs dizaines de mètres de long et plusieurs mètres de haut) constitués de roues et de courroies en carton ondulé, animés par des moteurs électriques et à l’intérieur desquels le public peut entrer.
Tous les lieux mécanisés sont éphémères et différents. À partir des mêmes éléments, ils sont adaptés à l'architecture du lieu.

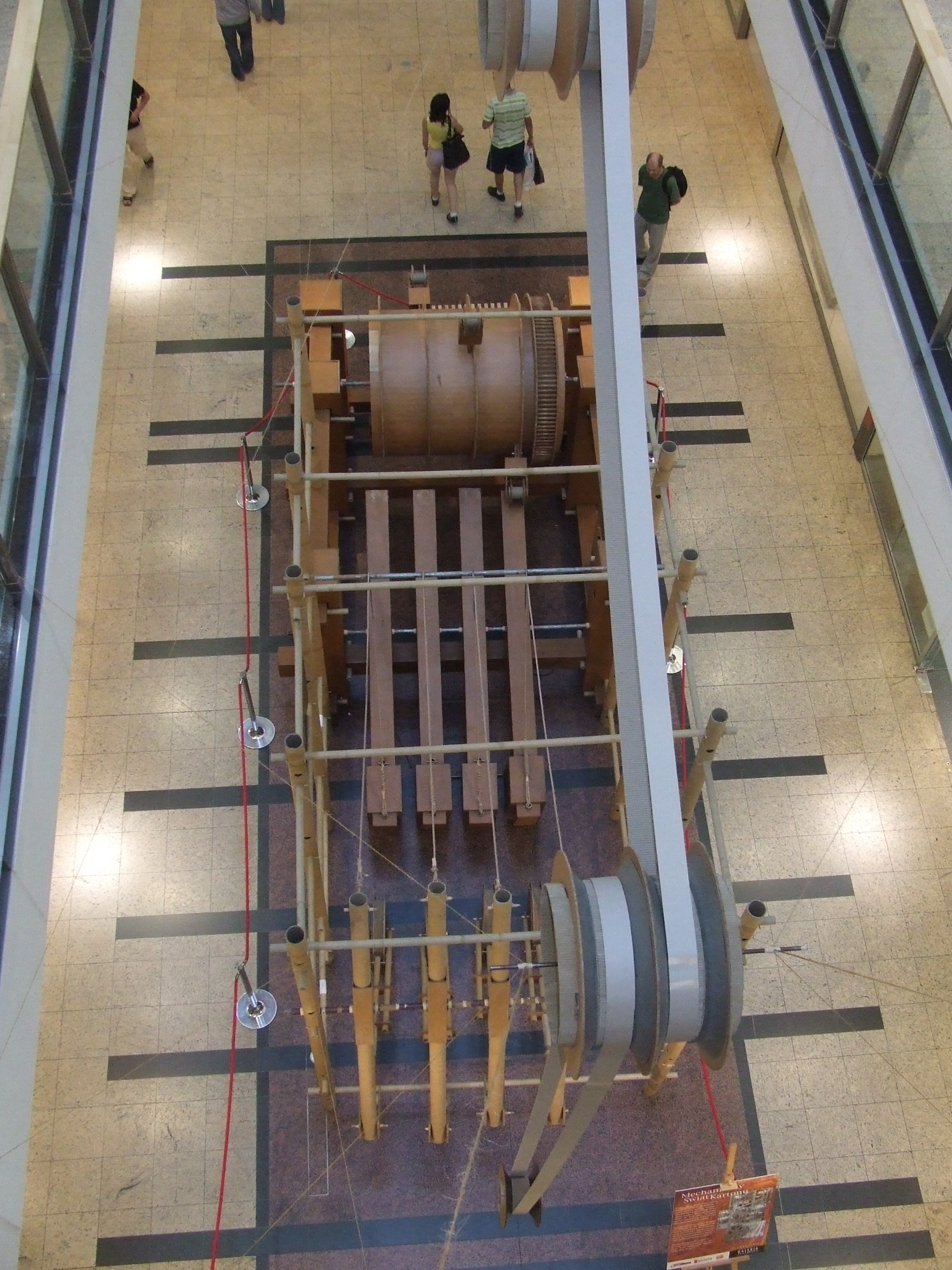
Cracovie, Galeria Krakowska, 2008
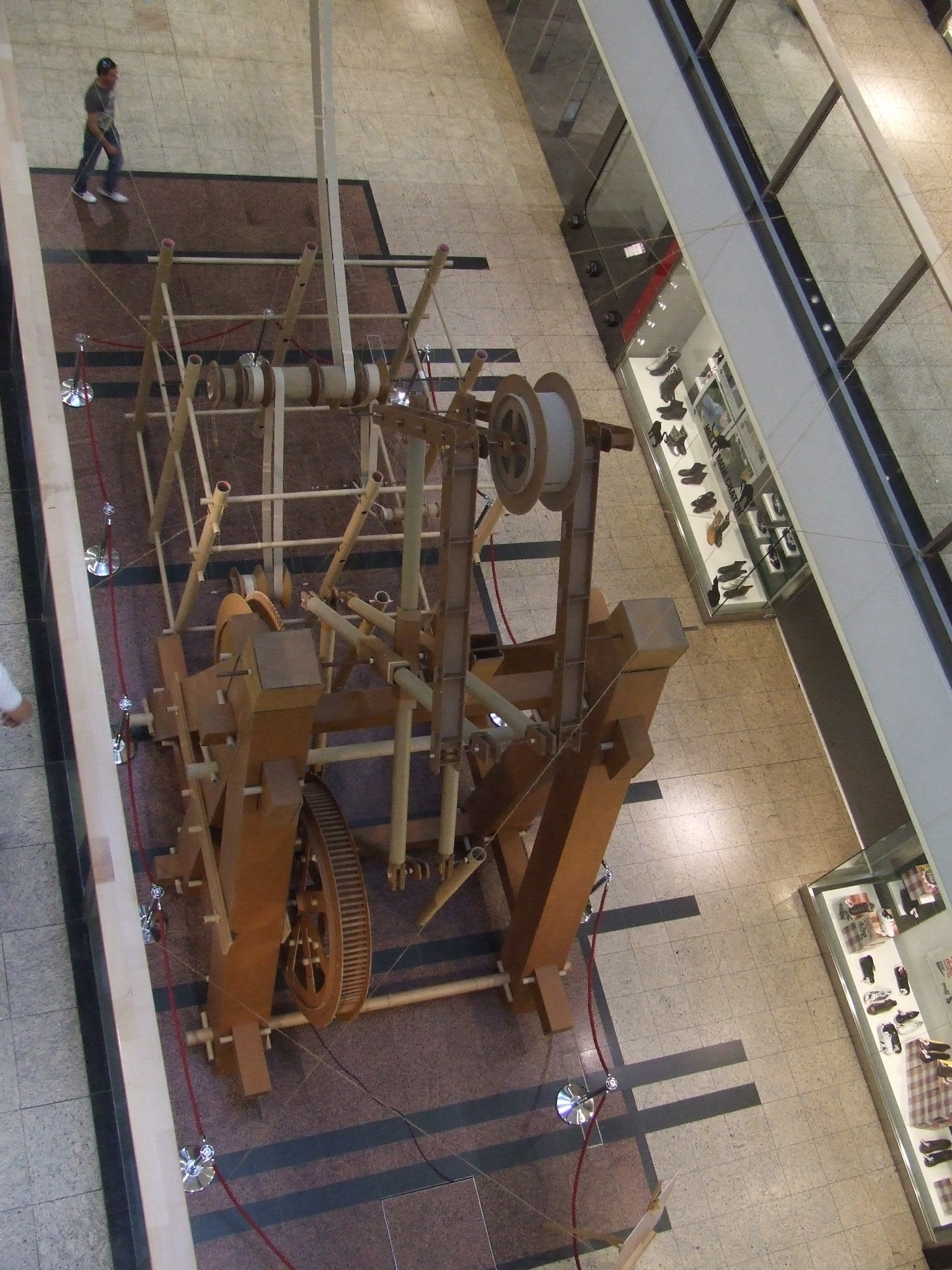
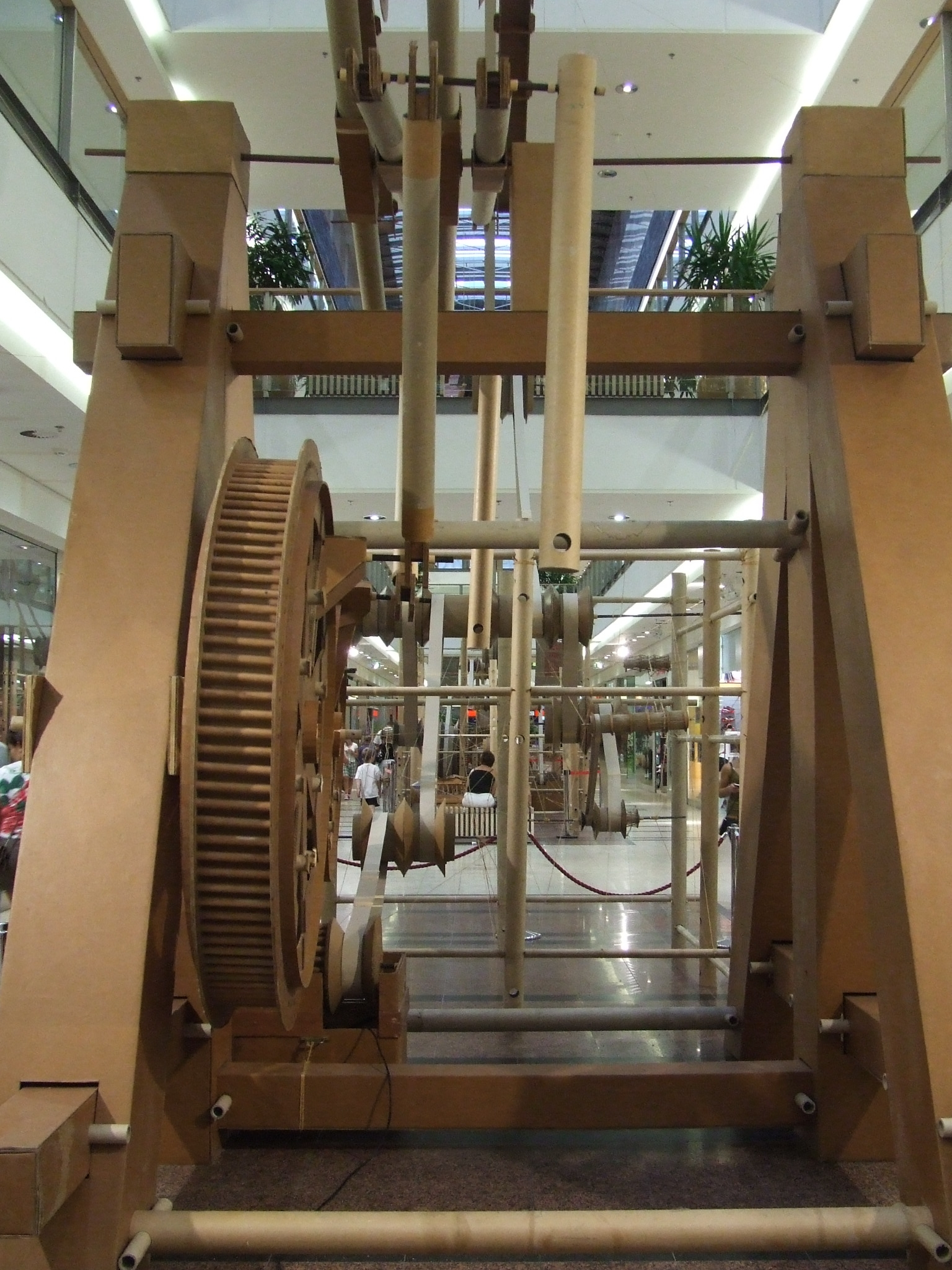
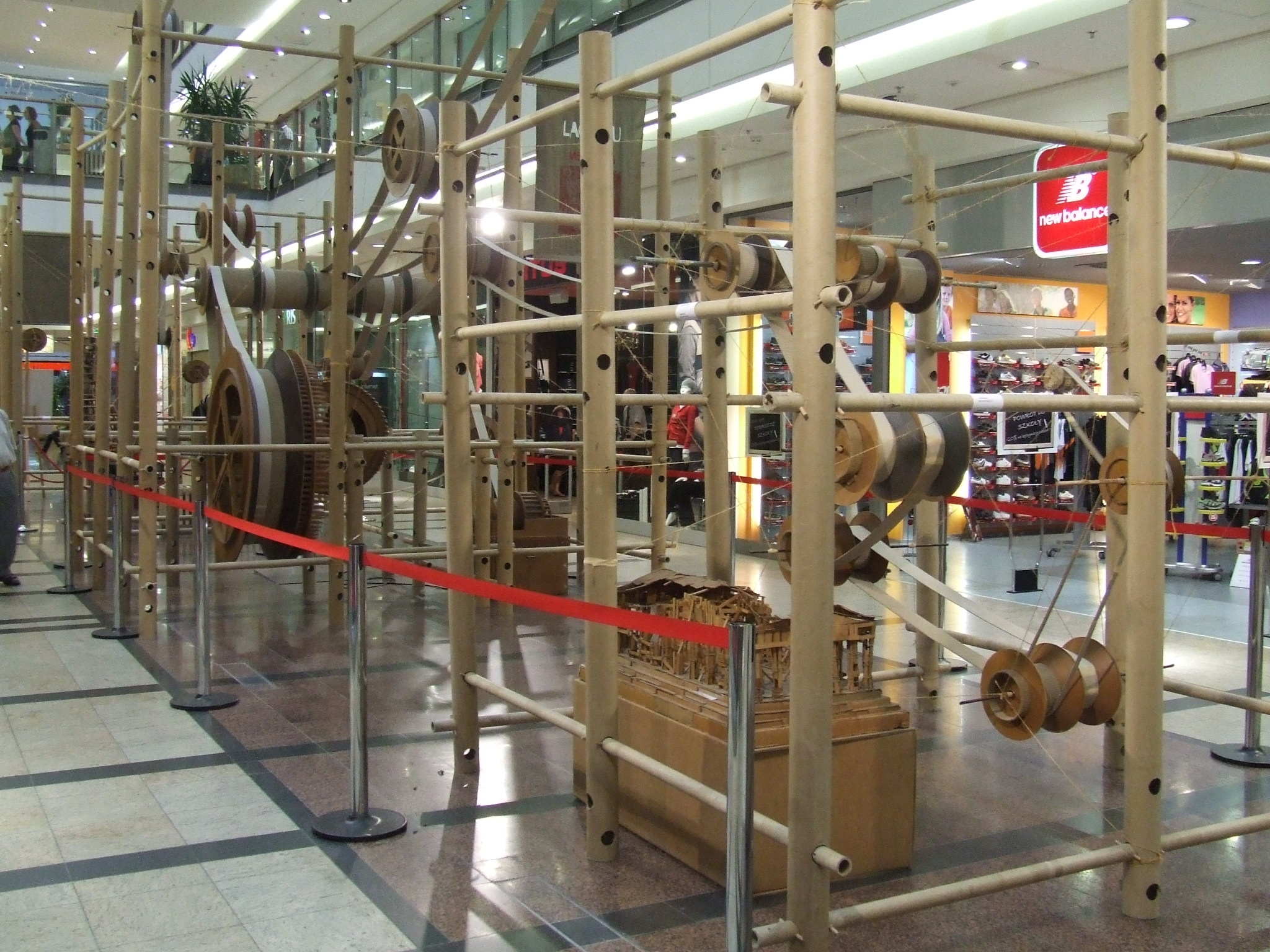

## Les explorations mécanisées de paysages
Ce sont des lignes de mouvement tracées dans divers paysages, en milieu urbain ou rural. Pour la circonstance, les roues utilisées sont en bois et les courroies sont constituées par des cordes à nœuds. Dix explorations mécanisées ont été réalisées en 1978 : un kilomètre dans la Beauce, traversée d’un fleuve à Angoulême, … 

## Les architectures fugitives

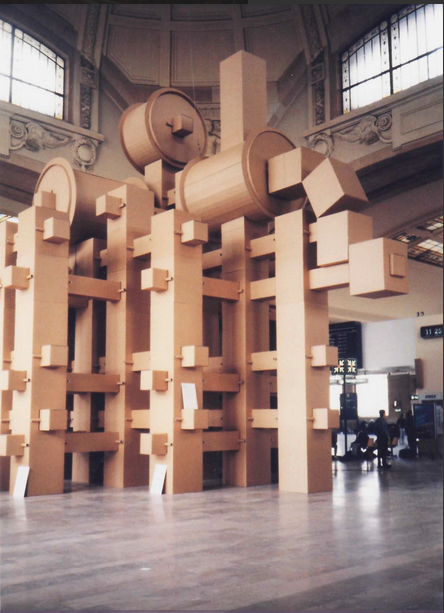
Gare de Limoges, 1988

- Gare de Limoges, 1988À l’intérieur : composées essentiellement de piliers, de poutres, de colonnes, de voûtes en carton ondulé, elles sont construites à l'intérieur d'édifices de grandes dimensions (Maison de la Culture de Créteil, Musée des Beaux-Arts du Havre, etc.). Comme les lieux mécanisés, elles peuvent être parcourues par le public. Certaines sont animées par des moteurs électriques.

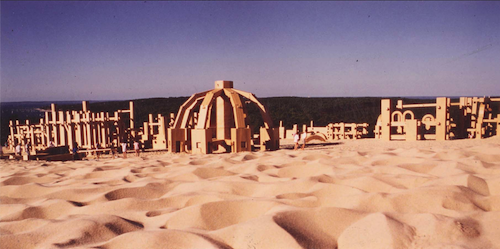
Ville éphémère, Dune du Pyla 1987

- Ville éphémère, Dune du Pyla 1987À l'extérieur : Depuis 1981 (Bourges, Maison de la Culture) des architectures de dimensions plus importantes (20 mètres de haut et des dizaines de mètres de long) sont installées dans le paysage urbain ou rural[3]. Toutes ces constructions ont une durée limitée (maximum un mois). Leur destruction sous l'action des éléments est soigneusement contrôlée[5].

## Principales expositions
- Paris - Musée des Arts Décoratifs (1975)[6]
- Bordeaux - Centre d'art plastique contemporain (1976)
- Nanterre - Maison de la Culture (1977)[7]
- Reims -  Maison de la Culture (1979)[4]
- Rouen - Musée des Beaux-Arts (1980)[8]
- Créteil - Maison de la Culture (1983)
- Paris - Musée d’Art Moderne (1984)
- Dune du Pyla (1987)[5]
- Limoges - Gare (1988)
- Zurich - Centre Glatt (1992)[9]
- Hambourg - AEZ Center (1998)[10],
- Berlin - Potsdamer-Platz-Arkaden (2000),
- Budapest - Arkad (2003),
- Genève - centre Balexer (2007)
- Cracovie - Galeria Krakowska (2008)
- Brno - Galerie Vankovka (2009)
- Prague - Arkady Pancrac (2011)
- Bucarest - Sun Plaza (2013)[11]
- Berlin - Eastgate (2015)
- Francfort - NordWestZentrum (2016)[12]